# Udaigiri
Udaigiri är en ort i Indien.   Den ligger i distriktet Kandhamal och delstaten Odisha, i den centrala delen av landet, 1 200 km sydost om huvudstaden New Delhi. Udaigiri ligger 646 meter över havet och antalet invånare är 10 865.
Terrängen runt Udaigiri är huvudsakligen kuperad, men den allra närmaste omgivningen är platt. Terrängen runt Udaigiri sluttar österut. Runt Udaigiri är det ganska tätbefolkat, med 160 invånare per kvadratkilometer. Det finns inga andra samhällen i närheten. I omgivningarna runt Udaigiri växer huvudsakligen savannskog.